# Progressieve score
Een progressieve score (PS) is een tiebreak in het schaakspel. De progressieve score wordt berekent door de eigen score van een speler na elke ronde bij elkaar op te tellen, waardoor winst in eerdere partijen zwaarder weegt dan winst in latere partijen . De progressieve score wordt vooral toegepast in het Zwitsers systeem.